# 卧茎同篱生果草
卧茎同篱生果草（学名：Coldenia procumbens），又称双柱紫草、安哥拉双柱紫草、刺锚草，为紫草科生果草属下的一个种。种名procumbens意为平卧的。
通常生于海滨砂地或干涸的水稻田中。分布于中国海南、台湾、越南、泰国、柬埔寨、印度尼西亚、印度、巴基斯坦、斯里兰卡、马来西亚、澳大利亚等地。